# Muhammed

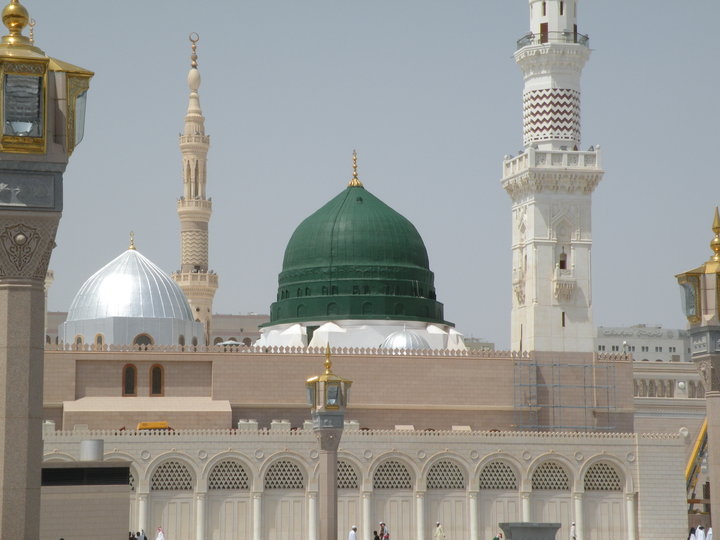
Muhammeds helgedom i Medina i Saudiarabien.

Muhammed (arabiska: محمد, Muḥammad, "den prisade"), född omkring 570 i Mecka som Muḥammad ibn ‘Abdullâh, محمد بن عبد الله بن عبد المطلب, död 8 juni 632 i Medina i nuvarande Saudiarabien, var en religiös, politisk och militär ledare som enade Arabiska halvöns stammar. Han grundade religionen islam, enligt modern historieforskning. Enligt muslimsk tro var han den absolut sista profeten och den profet som kom efter profeten Jesus.

## Namn och benämning
Namnet Muhammed betyder "lovvärd" på arabiska. "Lovvärd" förekommer fyra gånger i Koranen. Koranen benämner honom även i andra person med åtskilliga benämningar; profeten, budbäraren, Guds tjänare ('abd), förkunnare (bashir), vittne (shahid), överbringare av ett glatt budskap om hopp (mubashshir), varnare (nathir), påminnare (mudhakkir), den som kallar [till Gud] (dā'ī), ljuset personifierat (noor), och ledfyren (siraj munir).

## Allmänt
Muhammed är enligt muslimer Guds (Allahs) sista profet, profeternas sigill, som under en period på 23 år fick ta emot islams heliga budskap, Koranen, genom uppenbarelser från Gud, via ärkeängeln Gabriel (Jibril). Muhammed nämns också i den muslimska trosbekännelsen, som står i sura 37:35 och 48:29: "Det finns ingen gud utom Gud och Muhammed är hans sändebud".
Muslimer betraktar Muhammed som rasulullah: "Guds budbärare". Hans ursprungliga tillnamn var al-Amin, "den trovärdige". Han är även känd inom den islamiska kulturen som Mustafa ("den utvalde") och rahmatan-lil-'alamin ("Guds utsände barmhärtighet åt mänskligheten"). Vördnaden bland vissa muslimer är stor. Muhammed och omnämnandet av hans namn kan i traditionell skrift eller tal följas av frasen SAW, (sallā allahu ʿalayhi wa sallam, صل الله عليه وسلم), arabiska för "Guds frid och välsignelse vare över honom". Liknande fraser används i religiösa sammanhang ibland även vid omnämnandet av andra profeter som Abraham (Ibrahim), Mose (Musa) och Jesus (Isa).

## Historia

### Uppväxt
Muhammed föddes som Muhammed ibn Abdullah ("Abdullahs son"), och hans födelsedag anses vara i månaden rabi al-awwal. Traditionen placerar året för Muhammeds födelse som motsvarande elefantens år, som är uppkallat efter den misslyckade förstörelsen av Mecka det året av Abraha, Jemens kung, som kompletterade sin armé med elefanter.
Hans far, Abdullah ibn Abd al-Muttalib, var av Hashims släkt och tillhörde stammen Qureish; modern hette Amina. Fadern dog redan före Muhammeds födelse, och modern när han var sex år gammal. Enligt islamisk tradition skickades Muhammed strax efter födseln för att bo hos en beduinfamilj i öknen, eftersom ökenlivet ansågs vara hälsosammare för spädbarn. Vissa västerländska forskare förkastar denna traditions historicitet. Muhammed stannade hos sin fostermor, Halima bint Abi Dhuayb, och hennes man tills han var två år gammal. Vid sex års ålder förlorade Muhammed sin biologiska moder Amina, som dog av sjukdom, och blev föräldralös. Därefter tog farfadern Abd al-Muttalib hand om honom, och sedan efter dennes bortgång, farbrodern Abu Talib.

### Arbete
Muhammed hade inga egna tillgångar. Han ärvde inget efter sin farfar, mamman var fattig och pappan som dog ung lämnade bara efter sig fem kameler, en mindre flock får och getter samt en slavflicka. Muhammed fick arbeta för sitt uppehälle "och arbeta särskilt hårt om han någonsin skulle lyckas få ihop tillräckligt för att kunna skaffa sig en egen kamelflock, betala vad det kostade att få en hustru och bilda sin egen familj".
Qureish var köpmän och när Muhammed var nio eller tolv år följde han med på sin första karavan. Han förblev handelsresande under den första halvan av sitt liv. Klanen hade monopol på sträckan nord-syd och var därför de enda som tjänade pengar på de utländska karavaner som färdades där. De kontrollerade affärsvärlden inom Arabien och etablerade sig som oberoende handlare med egna karavaner till Syrien och Jemen.
Mecka var ett kommersiellt centrum som sände ut och tog emot karavaner från kusten, Syrien och Persien. Mecka och omgivande städer rymde mängder av kristna och judar och det fanns kloster i Arabien. Så till exempel besökte Muhammed senare i livet enligt legenden Katarinaklostret på Sinaihalvön. Det påstås att han träffade en överenskommelse med de kristna munkarna (Muhammeds skyddsbrev), varigenom deras liv och egendom tryggades under muslimskt herravälde. En annan legend berättar om hur en kristen munk förutspådde Muhammeds kommande storhet under en av hans första handelsresor med en karavan. Enligt islamisk tradition sägs det att munken eller eremiten, som hette Bahira, hade förutsett Muhammeds karriär som Guds profet.

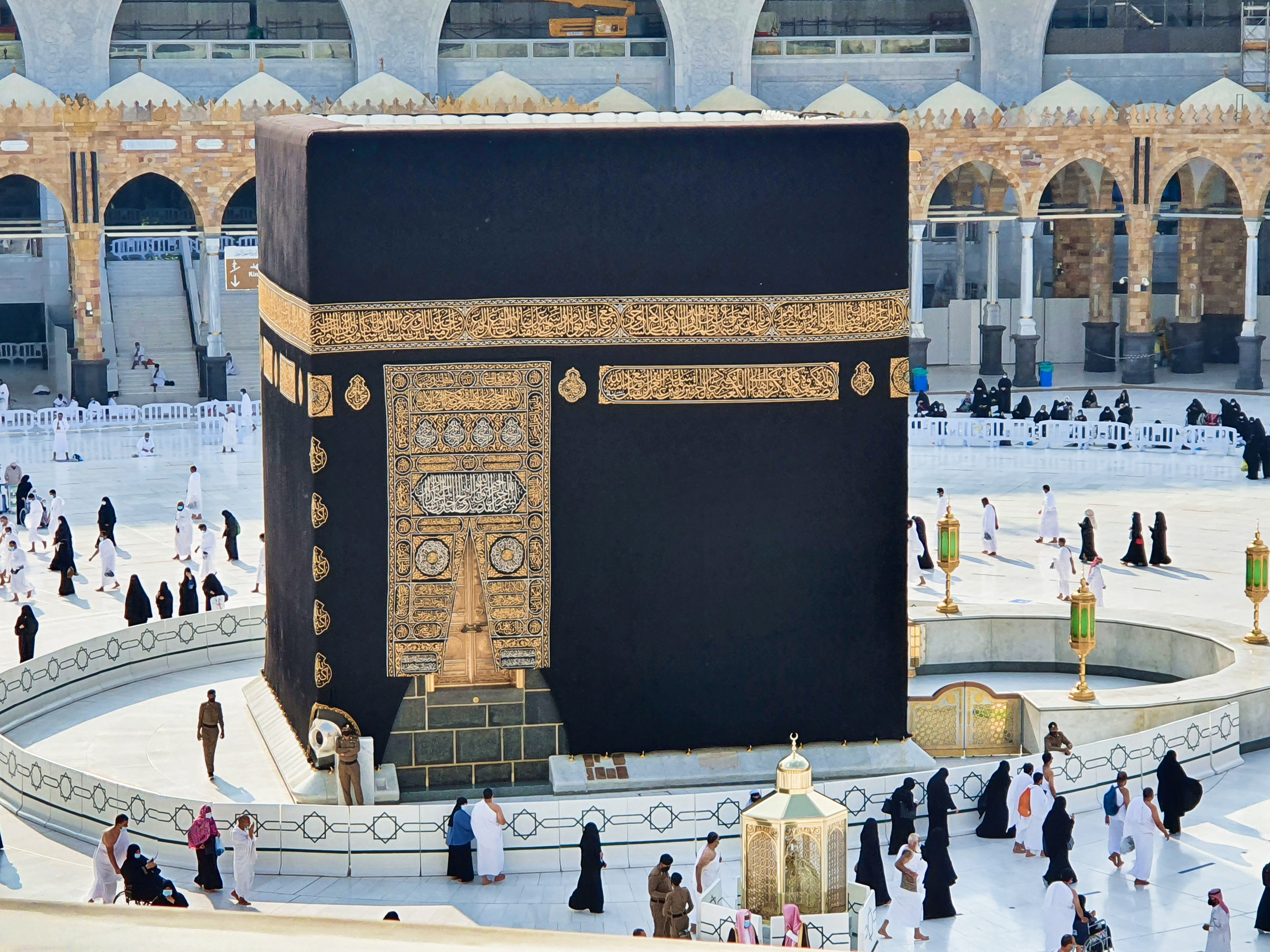
Kaba i december 2020.

En av Muhammeds morbröder var kristen och Kaba, det centrala templet för den förislamiska religionen i Mecka, rymde också en ikon av jungfru Maria och Jesus. Mecka var alltså en relativt kosmopolitisk stad. 

### Allians om rättvisa
Hilf al-Fudul (arabiska: حِلفُ الفُضُول, De dygdigas allians) var en allians som skapades i Mecka år 590 av Muhammed (då han var tjugo år gammal och innan mabath) och vissa Meckabor för att etablera rättvisa för alla i samhället genom kollektiva handlingar, till och med för de som inte hade kopplingar till de med makt.

### Giftermål
Muhammed gifte sig för första gången i 25-årsåldern (omkring år 595). På grund av hans anseende gav Khadidja, en framgångsrik affärskvinna, honom ett förslag om att gifta sig vilket han accepterade. Den femton år äldre änkan Khadidja, som var hans första hustru, var förmögen och ägnade sig åt affärer. Hennes förmögenhet blev grunden för Muhammeds bana som affärsman. Trots åldersskillnaden blev äktenskapet lyckligt. Khadidja var ett stort stöd för Muhammed, och han gifte sig inte med någon annan kvinna medan hans första hustru levde.

### Tvisten om Den svarta stenen
När Muhammed var 35 år gammal löste han en tvist om var Den svarta stenen skulle sitta, vilket stoppade ett eventuellt krig.

### Uppenbarelsen

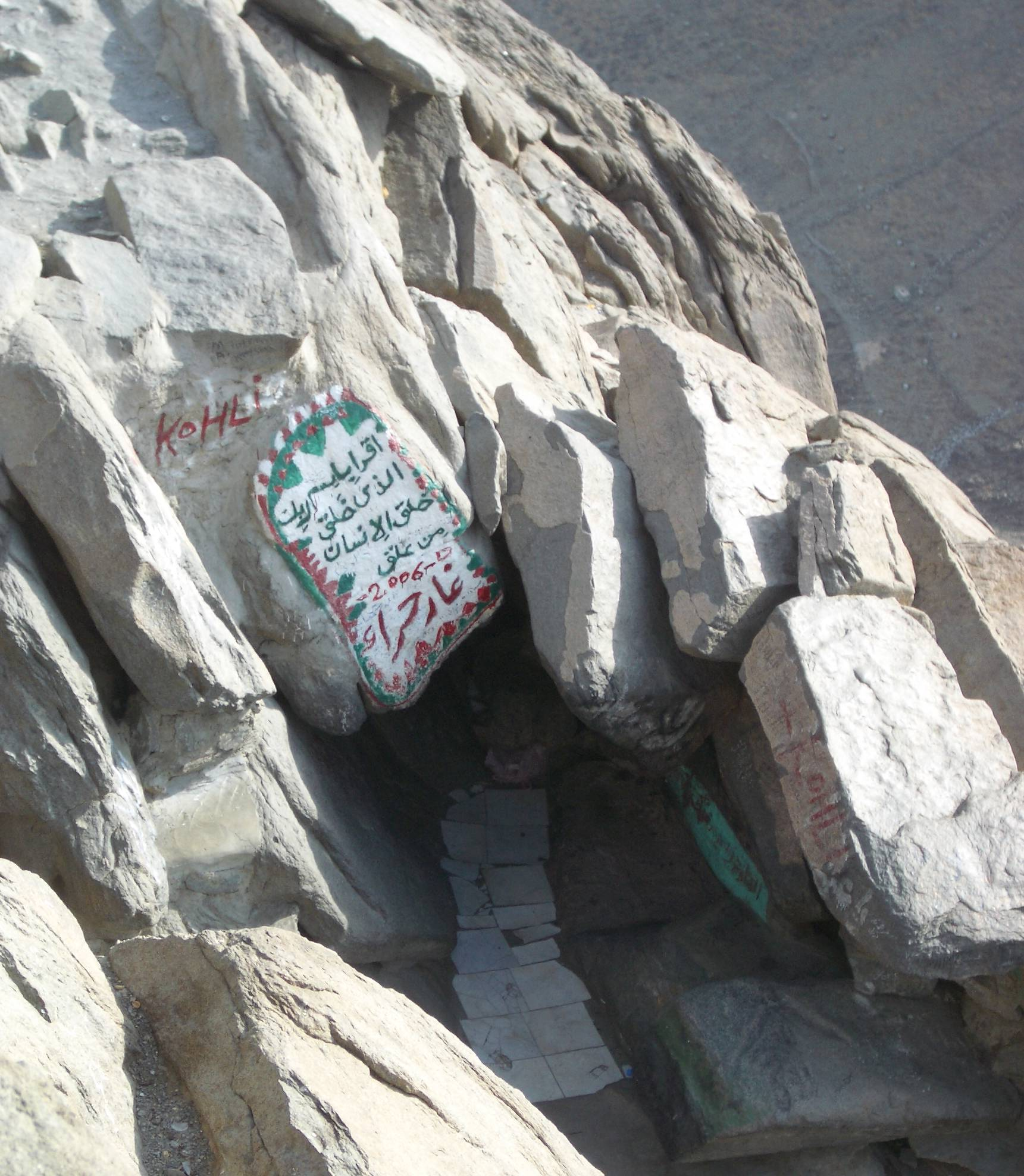
Muhammeds grotta Hira på berget Jabal al-Nour.

Muhammed började ägna sig åt religiösa betraktelser och dra sig undan för flera dagar till grottan Hira på Jabal al-Nour i närheten av Mecka för att bedja och meditera. Han bad ensam i grottan i flera veckor varje år. I boken Nahj al-Balagha står det att Muhammed varje år brukade gå i avskildhet till grottan Hira', där Ali såg honom och ingen annan. Det var där Muhammed började få visioner vilket anses ha inträffat när han var fyrtio år. Enligt traditionen var det i en grotta som ärkeängeln Gabriel visade sig för honom och uttalade de ord som kom att bli Koranens första kapitel. Muhammed trodde sig genom Gabriel erhålla den uppmaning från Gud, som återfinns i Koranens sura 96:l-5 (enligt den vanliga åsikten det äldsta stycket i Koranen). 
De första visionerna, genom vilka Muhammed fick veta att han var kallad till att bli profet, följdes av en lång och svår period utan några som helst övernaturliga upplevelser. En kristen kusin till Khadidja – Waraqah – uppmuntrade honom, men Muhammed led av depression under denna tid. Sedan tog visionerna vid igen och fortsatte att komma på oregelbundet vis under resten av hans liv. De var enligt uppgift ibland smärtsamma. De kunde förebådas av ljud som av bjällror (hörda bara av Muhammed) och följdes av stor trötthet. Enligt shiaislam var profeten långt ifrån överraskad eller rädd då Gabriel kom, och välkomnade ängeln som om han hade väntat på honom. Profeten hade inte heller några svårigheter med att repetera verserna från den första uppenbarelsen.

#### Spekulationer om Muhammeds visioner
Det har förekommit många spekulationer om Muhammeds visioner. Troende muslimer är övertygade om att de var vad han sade: Guds ord förmedlade av ängeln Gabriel (som han efter de första gångerna nästan aldrig mera såg, utan bara hörde). Kritiker har hävdat att han hittade på dem (en mycket vanligt förekommande uppfattning efter korstågen och fram till modern tid), medan andra har föreslagit att han led av epilepsi. Den kroppsliga reaktionen, såsom den rapporteras i muslimska källor, äger vissa likheter med den som kunde observeras hos Sri Ramakrishna i Indien och kan även jämföras med upplevelser av kristna helgon som Teresa av Ávila (ingen av dessa lär dock ha lidit av epilepsi). Maxime Rodinson menar i sin bok Mahomet att vissa av de senare meddelandena från ängeln Gabriel kan ha varit omedvetna uttryck för Muhammeds egna önskningar (han var då en politisk ledare med stort ansvar och hög prestige), medan de tidigare uppenbarelserna förefaller vara helt autentiska.
Islamologer är ense om att det finns en ganska tydlig skillnad mellan de första uppenbarelserna, som skedde medan Muhammed levde i Mecka och ansträngde sig för att omvända stadens hedningar till ett rättfärdigt leverne, och de som kom efter att han hade flyttat till Medina och bedrev krig mot Mecka. Till att börja med vände han sig inte till judarna eller de kristna. I själva verket lånade han vokabulär och riter från judarna och tenderade till att betrakta sin egen reformrörelse som ett slags utskott från judendomen. 

#### Budskap
Budskapet han kom med var främst varningar om den förestående domen och nödvändigheten av att leva rättfärdigt, tänka på de fattiga och underkasta sig den ende Guden. Uppenbarligen hoppades han att han genom sitt budskaps renhet och sin egen moraliska resning skulle kunna ena alla medlemmarna i det meckanska samhället. Under denna period var den enda trosbekännelsen: "Det finns ingen annan gud än Gud". Att Muhammed inte nämns som Guds profet torde tyda på att han ville att judar och kristna skulle återupptäcka den moraliska radikalitet han predikade i sina egna religioner och stödja honom. Den omgivande miljön var starkt präglad av polyteism, även om dess inflytande ofta överdrivits av sentida muslimer.

### Senare giftermål
Muhammeds senare hustrur, särskilt Aisha, var avundsjuka på hans känslor, på den kärlek och vördnad som han fortfarande kände för Khadidja, hans första hustru. Åtskilliga av Muhammeds många äktenskap tillkom av ekonomiska eller politiska skäl.  Flera av de senare giftermålen gick ut på att skapa allianser med olika delar av de stammar som bodde i Arabien på Muhammeds tid. Det gällde även Aisha som var sex år när Muhammed slöt äktenskapskontrakt med hennes far Abu Bakr. Äktenskapet fullbordades genom samlag några år senare när Aisha fyllt nio år och Muhammed var 54 år. Aishas unga ålder när hon gifte sig med Muhammed – som anses vara någonstans mellan sex och 19 år – citeras ofta av islamkritiker som bevis på trons inneboende kvinnofientlighet. Abu Bakr var en inflytelserik man och blev med tiden den förste kalifen. En annan av Muhammeds hustrur, Hafsah, var dotter till den andre kalifen, Omar. Efter Khadidjas död tog han sig tio hustrur till och även två konkubiner. Khadidja och Muhammed fick två söner och fyra döttrar. Vissa shiitiska lärda hävdar att Fatima var Muhammeds enda dotter. Båda sönerna dog vid späd ålder. I enlighet med den ännu gällande arabiska traditionen fick Muhammed efter sin förste sons födelse tillnamnet Abu al-Qasim ("al-Qasims far"). Det är från dottern Fatima som alla Muhammeds ättlingar härstammar. Fatima ansågs stå sin far väldigt nära, och är omnämnd i flera hadither, det vill säga den nedteckande islamiska tradition som av religiösa betraktas utgå från Muhammed.

### Budskapets politiska innebörd

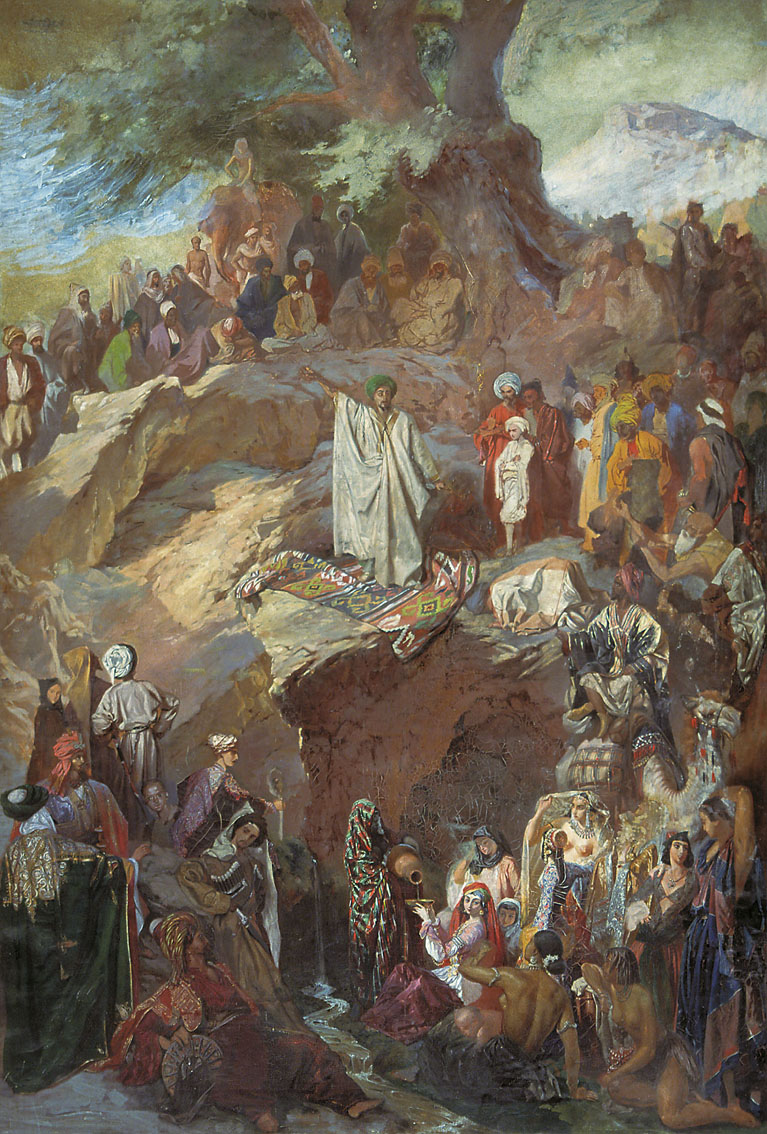
"Muhammed predikar" (1840- eller 50-talet) av Gregori Gagarin.

Först vände sig Muhammed enbart till en mindre krets, bland dem fostersonen Ali, sin hustru Khadidja och vännen Abu Bakr, men senare också till hela sin stam Qureish. Omkring år 613 började Muhammed predika för allmänheten (se även Varningshadithen). Han mötte dock motstånd bland sina stamfränder och vann anhängare främst bland de som tillhörde svagare stammar eller hade ringa ställning i samhället. Motståndet från den styrande klassen var hårt, och till följd av uteslutande från den livsviktiga klansolidariteten fick flera tidiga muslimer sätta livet till, medan de rika araber som följde Muhammed fick uppleva bojkott och förnedring. Ganska snart emigrerade en grupp av dem till Abessinien, där somliga blev kristna. Detta var den första emigrationen (hijra).
Muhammeds roll som profet var från första början politiskt färgad. Han ville förvandla samhället, och för att göra detta måste han antingen vinna över de mäktiga i samhället eller själv ta deras plats. Eftersom alla stadsbor inte var intresserade av vad en ung man från en ganska obetydlig klan hade att säga om deras leverne som snart började hota om att göra sig av med honom.

### Islams tidiga år
Antalet anhängare som utvandrade till Abessinien uppges ha varit 83 män och några kvinnor (bland dem profetens dotter Ruqayyah, som åtföljde sin make, den senare kalifen Usman). Under tiden fick de av Muhammeds anhängare som stannat kvar i Mekka en mycket värdefull tillökning genom Umar ibn al-Khattabs övergång till islam. Umar, som genom sin mor var besläktad med den rika och mäktiga klanen Makhzum, åtnjöt också stort anseende i staden för sina personliga egenskaper. Motståndarna slog tillbaka genom att utesluta Muhammed och hans släkt ur stadens gemenskap och stänga in dem i deras stadsdel, den dalklyfta där Abu Talibs familj bodde (Meckabornas bojkott mot hashimiterna). Även om denne farbror och fosterfar till Muhammed inte själv trodde på Muhammeds profetkallelse tillbakavisade han med harm meckanernas uppmaning att ta avstånd från profeten. Under denna tid av nöd gjorde Muhammed ett medgivande åt de hedniska föreställningarna genom att i en föregiven uppenbarelse erkänna gudinnorna Allāt, Manāt och al-‘Uzzá såsom Allahs döttrar och medlare. Profetens samvete drev honom dock snart till att återta detta medgivande. På grund av dess kontroversiella karaktär kom traditionen om de sataniska verserna aldrig in i någon av de kanoniska hadithsamlingarna (även om möjliga förkortade versioner av händelsen gjorde det). Referensen och exegetiken om verserna förekommer i tidiga historieböcker.
I samband med att antalet av Muhammeds följare ökade, försökte Quraysh att förhandla med honom så att han skulle sluta med sitt predikande. Men varken erbjudanden om pengar eller makt övertalade honom. Muhammed sa till sina motståndare att han inte skulle överge uppdraget som hade getts till honom av Gud, 'även om ni placerar solen i min högra hand och månen i min vänstra'.

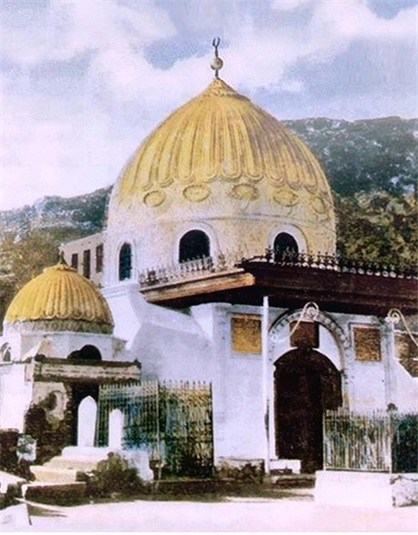
Khadidjas mausoleum innan den förstördes av saudierna.

I alla fall måste det för en tid ha åstadkommits en försoning mellan de olika partierna i staden. Åtskilliga av utvandrarna från Abessinien till Mecka, däribland Muhammeds dotter och hennes make, återvände. Kort därpå träffades profeten av två svåra slag i det att både hans hustru och hans farbror Abu Talib avled inom loppet av samma år, 619 (Sorgens år). I Abu Talibs ställe fick nu hans bror Abu Lahab, som egentligen var en stark motståndare till den nya religionen, ta profeten under sitt beskydd, för sin heders skull i sin egenskap av släktens huvudman. Kort därefter drog Abu Lahab tillbaka klanens skydd åt Muhammed, vilket försatte Muhammed i fara. Tillbakadragandet av klanskyddet innebar att blodshämnd inte skulle utkrävas ifall han dödades.
Den förtvivlade situationen gav Muhammed idén på att utvandra från Mecka och på annat håll söka en fristad för sig och sina anhängare. Han vände sig först till grannstaden i söder, Taif, vars invånare stod i livlig handelsförbindelse med meckanerna. Där fann han dock inte mer stöd för sin förkunnelse än hos sina egna landsmän. Han blev inte bara hånad, utan rent av fördriven med stenkastning och tvingades söka skydd i en hednisk stamförvants trädgård. Till Mecka vågade han först återvända då en ansedd släkting högtidligt hade tillförsäkrat honom sitt skydd.

### Muhammeds himmelsfärd
Enligt Koranen 17:1 gjorde Muhammed en nattlig resa och färdades enligt traditionen från Mecka till Tempelberget i Jerusalem där han blev förd till himlen och fick möta Gud. Den nattliga resan företogs omkring 620.

### Utvandringen till Medina
Muhammed antog 622 en inbjudan från grannorten Yathrib där några av hans anhängare gjort honom känd. Enligt traditionen accepterade araberna i Yathrib honom som profet eftersom de i diskussioner med judarna i staden hade fått det berättat att en sådan skulle komma dit. I juni år 622 smet Muhammed ut från Mecka i hemlighet då han varnats om en komplott om att lönnmörda honom (se även Laylat al-Mabit), och flyttade sina följare till Medina, 45 mil norr om Mecka. Från och med Muhammeds tid kom staden att kallas profetens stad, Medina (Medinat an-nabi, "profetens stad"). Denna händelse utgör startpunkten för islams tideräkning och kallas för den andra eller stora utvandringen. De som migrerade från Mecka tillsammans med Muhammed blev kända som Muhajirun (Migranterna). Medinaborna som konverterade till islam och hjälpte de muslimska migranterna att hitta tillflykt blev kända som Ansar (Hjälparna). Sedan instiftade Muhammed broderskap mellan Muhajirun och Ansar, och han valde Ali som sin egen broder.
I Medina blev Muhammeds verksamhet uttalat politisk och de medinska uppenbarelserna återspeglar detta. För att hantera det militära hotet från Mecka sände han ut razzior för att blockera och sabotera deras kommers, och lät i ett fall lönnmörda en diktare som hade skrivit nidverser om honom och vad de ansåg var hans politiska ambitioner. Muhammed var tvungen, för att överleva, att gå i allians med judar och icke-muslimska stammar och ställde inte krav på att de skulle omvända sig förrän hans egen grupp hade blivit stark nog att klara sig utan dem. De fientligt inställda ledarna i Mecka försökte vid flera tillfällen anfalla och krossa den muslimska gruppen i Medina, men misslyckades. De mest kända striderna utkämpades år 624 vid Badr, 625 vid Uhud och 627 vid Medina. Staden Khaybar som beboddes av judar intogs av Muhammed år 628. 

### Förhållande till judarna

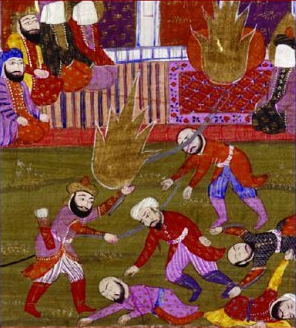
Ibn Hisham och Tabari hävdar att 600-900 judar från folkstammen Banu Qurayza halshöggs.
Målningen visar Muhammed och hans följeslagare som beskådar avrättningen av de judiska fångarna från en text skriven på 1800-talet av Muhammad Rafi Bazil.

Muhammeds förhållande till judarna i Medina var aldrig bra, och han kritiseras ofta utanför den muslimska världen för hur han behandlade dem. Judiska stammar i Arabien hade migrerat dit före islams tillkomst. De judiska stammarna spelade en betydande roll under islams framväxt. Muhammed hade många kontakter med judiska stammar, både urbana och nomader. Att äta fläsk har alltid varit starkt förbjudet i båda religionerna. Muhammed såg kristna och judar (som han båda kallade "bokens folk") som naturliga allierade, som delade grundprinciperna i hans läror.
Muhammed försökte vinna över judarna till islam bland annat genom adopterandet av deras böneriktning mot Jerusalem och fastan på ashuradagen.
I Medinakonstitutionen gavs judar jämställdhet med muslimer i utbyte mot politisk lojalitet och fick utöva sin egen kultur och religion.
Senare, när Muhammed stötte på motstånd från judarna, började muslimer anta en mer negativ syn mot judarna och såg dem som något av femtekolonnare. Efter tre år av fredlig samexistens bröt judarna den pakt de hade slutit med Muhammed genom att samarbeta med Quraysh för att bekämpa muslimer i Medina, särskilt vid slaget vid vallgraven år 627.
Judiska Banu Qurayza, en folkstam i Medina, beskylldes för förräderi då de påstods ha kopplingar till fiender som belägrade staden i samband med slaget vid vallgraven år 627. Efter att Sa'd ibn Mu'adh, en av Muhammeds följeslagare, gjort bedömningen att judarna måste avrättas, godkände Muhammed en order att halshugga samtliga judiska män som tillhörde Banu Quaryaza. Kvinnor och barn förslavades och judiska män som överlevde tvingades lämna Medina.
Genom att hålla fast vid sin egen religion ifrågasatte judarna sanningen i Muhammeds uppenbarelser och han förnekades som profet. Muhammed bröt med de judiska traditionerna och ändrade den tidigare fastan till en egen fastemånad för muslimerna samt ändrade böneriktningen från Jerusalem till Kaba i Mecka, som vissa anser ägde rum i Masjid al-Qiblatayn. 
Muhammed såg även de judiska stammarna i Hijaz som ett hot och tog militär kontroll över dem. Han lät judarna behålla sina egna områden på villkor att de avstod hälften av det de producerade till Medina.

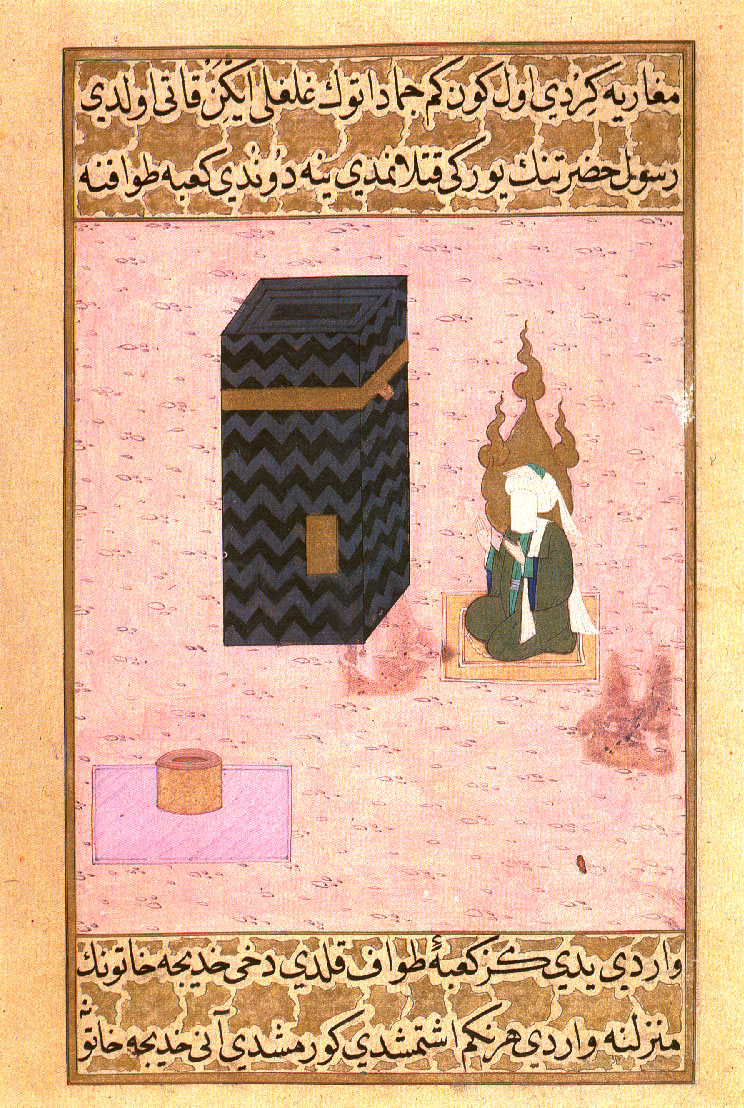
Osmansk avbildning av Muhammed från 1595.

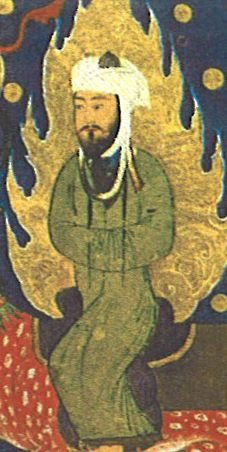
Profeten Muhammed.
Från boken Muhammeds Himmelfärd som skrevs 1436 i Herat, Afghanistan och som nu finns i Bibliothèque Nationale i Paris.

### Segern över Mecka och Muhammeds sista år
Muhammeds strategi och sammanhållningen bland muslimerna bröt till slut ned motståndet i Mecka. År 630 var han stark nog att inta staden, vilket han gjorde utan våldsamheter. Hans första handling var då att förrätta sin andakt i Kaba och där rensa helgedomen från avgudabilder.
Mot hösten samma år företog han ett stort fälttåg (Expeditionen till Tabuk) med ända till 30 000 man mot det bysantinska riket. Men hären kom aldrig längre än till Tabuk, ungefär halvvägs mellan Medina och Jerusalem. Sedan Muhammed där mottagit de kringboende kristna stammarnas hyllning, återvände han till Medina. På den Arabiska halvön underkastade sig den persiske ståthållaren i Jemen och detta lands småfurstar Muhammeds islamiska välde, sydkustens riken skickade sändebud med gåvor, och många kristna stammar erkände sig skattskyldiga. I mars 632 företog Muhammed sin sista vallfart, "avskedets vallfart", till Mecka och påbjöd då en mängd borgerliga och religiösa stadgar, bland vilka den om det rena månåret utan skottdagar.  

#### Muhammeds insjuknande
Efter sin återkomst till Medina insjuknade han och dog den 8 juni 632 i Aishas hus. Enligt sunnimuslimer dog Muhammed i favorithustrun Aishas famn. Shiamuslimerna hävdar å andra sidan att han dog i Alis famn. 
Även om han bara var 63 år gammal hade Muhammed krafter hastigt sjunkit, möjligtvis till följd av de senare årens strapatser. Han tvingades ge upp sin vana att tillbringa natten i tur och ordning hos var och en av sina hustrur. I stället bodde han permanent hos sin hustru Aisha. Han fick till slut avstå från att dagligen leda bönen och gav istället detta uppdrag åt sin vän och svärfar Abu Bakr. 
En av händelserna som sunnimuslimer använder för att rättfärdiga Abu Bakrs kalifat, är att Abu Bakr ledde bönerna när Muhammed var sjuk. Shiamuslimer argumenterar att eftersom sunnimuslimer anser att både goda och onda personer kan leda böner, så saknar det betydelse att Abu Bakr ledde bönen om han ens gjorde det, eftersom det finns olika åsikter om vad som hände.
Krafterna avtog alltmer och hans medvetande omtöcknades av feberfantasier. Då han söndagen den 7 juni ville diktera sin sista vilja (se hadithen om pennan och pappret) ansåg Umar det rådligast att avslå denna begäran så att inte oöverlagda bestämmelser skulle äventyra trons sak i framtiden. Under nästa natt avtog febern något och på morgonen tycktes en förbättring ha inträtt. Då de rättrogna församlade sig till bönen trädde profeten ut ur den dörr som förband Aishas bostad med moskén för att se dem. Men knappt hade han återvänt till sängen förrän febern åter grep honom och dödskampen började. Mot middagstiden kände Aisha hans hand slappna i sin. Muhammeds sista ord ska ha varit: "Den ädlaste följeslagaren från paradiset."
Han begravdes där han dog, i Masjid an-Nabawi i Medina, som är islams näst heligaste plats.

### Muhammeds efterträdare
Som Muhammeds efterträdare och ledare för det muslimska samfund som han hade grundat valdes Muhammeds svärfar Abu Bakr, som fick titeln kalif, vid Saqifa i ett rådslag efter Muhammeds död. De muslimer som tog fasta på de världsliga budskapen i profetens förkunnelse och som stödde sig på sunna vann valet av efterträdare och styrde valet även av de två följande kaliferna. De som emellertid såg Muhammed främst som religiös ledare var samlade i ett parti (shia) och ville att Muhammeds släkt (Ahl al-bayt) skulle överta ledarskapet. Valet av Abu Bakr var upphovet till att muslimerna blev uppdelade i två grenar – den sunnitiska och den shiitiska, en uppdelning som ännu består.  Under tidernas lopp uppstod mellan de båda stridande parterna en väsentlig skillnad även med avseende på vissa bland de viktigaste troslärorna inom islam.

## Muhammeds släktträd
Muhammeds släkt fortplantades endast genom dottern Fatima, som i sitt giftermål med Muhammeds kusin och fosterson Ali erhöll sönerna Hasan och Husayn samt döttrarna Zainab och Umm Kulthum.
Muhammeds familj med släktskap till senare kalifer och shiaimamer.
|                     |                     |                     |                     |                     |                     | Abd Manaf |          |          |          |  |  |                 |                 |                 |                 |                 |                 |            |            |                   |                   |                   |                   |                   |                   |  |  |  |  |  |  |  |  |  |  |  |  |  |  |  |  |  |  |
|                     |                     |                     |                     |                     |                     |           |          |          |          |  |  |                 |                 |                 |                 |                 |                 |            |            |                   |                   |                   |                   |                   |                   |  |  |  |  |  |  |  |  |  |  |  |  |  |  |  |  |  |  |
|                     |                     |                     |                     |                     |                     |           |          |          |          |  |  |                 |                 |                 |                 |                 |                 |            |            |                   |                   |                   |                   |                   |                   |  |  |  |  |  |  |  |  |  |  |  |  |  |  |  |  |  |  |
| Abd Shams           | Abd Shams           | Abd Shams           | Abd Shams           | Abd Shams           | Abd Shams           |           |          |          |          |  |  | Hashim          | Hashim          | Hashim          | Hashim          | Hashim          | Hashim          |            |            |                   |                   |                   |                   |                   |                   |  |  |  |  |  |  |  |  |  |  |  |  |  |  |  |  |  |  |
| Abd Shams           | Abd Shams           | Abd Shams           | Abd Shams           | Abd Shams           | Abd Shams           |           |          |          |          |  |  | Hashim          | Hashim          | Hashim          | Hashim          | Hashim          | Hashim          |            |            |                   |                   |                   |                   |                   |                   |  |  |  |  |  |  |  |  |  |  |  |  |  |  |  |  |  |  |
| Umayya              | Umayya              | Umayya              | Umayya              | Umayya              | Umayya              |           |          |          |          |  |  | Abd al-Muttalib | Abd al-Muttalib | Abd al-Muttalib | Abd al-Muttalib | Abd al-Muttalib | Abd al-Muttalib |            |            |                   |                   |                   |                   |                   |                   |  |  |  |  |  |  |  |  |  |  |  |  |  |  |  |  |  |  |
| Umayya              | Umayya              | Umayya              | Umayya              | Umayya              | Umayya              |           |          |          |          |  |  | Abd al-Muttalib | Abd al-Muttalib | Abd al-Muttalib | Abd al-Muttalib | Abd al-Muttalib | Abd al-Muttalib |            |            |                   |                   |                   |                   |                   |                   |  |  |  |  |  |  |  |  |  |  |  |  |  |  |  |  |  |  |
|                     |                     |                     |                     |                     |                     |           |          |          |          |  |  |                 |                 |                 |                 |                 |                 |            |            |                   |                   |                   |                   |                   |                   |  |  |  |  |  |  |  |  |  |  |  |  |  |  |  |  |  |  |
|                     |                     |                     |                     | al-Abbas            | al-Abbas            | al-Abbas  | al-Abbas | al-Abbas | al-Abbas |  |  | Abdullah        | Abdullah        | Abdullah        | Abdullah        | Abdullah        | Abdullah        |            |            | Abu Talib         | Abu Talib         | Abu Talib         | Abu Talib         | Abu Talib         | Abu Talib         |  |  |  |  |  |  |  |  |  |  |  |  |  |  |  |  |  |  |
|                     |                     |                     |                     | al-Abbas            | al-Abbas            | al-Abbas  | al-Abbas | al-Abbas | al-Abbas |  |  | Abdullah        | Abdullah        | Abdullah        | Abdullah        | Abdullah        | Abdullah        |            |            | Abu Talib         | Abu Talib         | Abu Talib         | Abu Talib         | Abu Talib         | Abu Talib         |  |  |  |  |  |  |  |  |  |  |  |  |  |  |  |  |  |  |
|                     |                     |                     |                     |                     |                     |           |          |          |          |  |  | Muhammed        |                 |                 |                 |                 |                 |            |            |                   |                   |                   |                   |                   |                   |  |  |  |  |  |  |  |  |  |  |  |  |  |  |  |  |  |  |
|                     |                     |                     |                     |                     |                     |           |          |          |          |  |  |                 |                 |                 |                 |                 |                 |            |            |                   |                   |                   |                   |                   |                   |  |  |  |  |  |  |  |  |  |  |  |  |  |  |  |  |  |  |
|                     |                     |                     |                     |                     |                     |           |          |          |          |  |  | Fatima          | Fatima          | Fatima          | Fatima          | Fatima          | Fatima          |            |            | Ali ibn Abi Talib | Ali ibn Abi Talib | Ali ibn Abi Talib | Ali ibn Abi Talib | Ali ibn Abi Talib | Ali ibn Abi Talib |  |  |  |  |  |  |  |  |  |  |  |  |  |  |  |  |  |  |
|                     |                     |                     |                     |                     |                     |           |          |          |          |  |  | Fatima          | Fatima          | Fatima          | Fatima          | Fatima          | Fatima          |            |            | Ali ibn Abi Talib | Ali ibn Abi Talib | Ali ibn Abi Talib | Ali ibn Abi Talib | Ali ibn Abi Talib | Ali ibn Abi Talib |  |  |  |  |  |  |  |  |  |  |  |  |  |  |  |  |  |  |
|                     |                     |                     |                     |                     |                     |           |          |          |          |  |  |                 |                 |                 |                 |                 |                 |            |            |                   |                   |                   |                   |                   |                   |  |  |  |  |  |  |  |  |  |  |  |  |  |  |  |  |  |  |
| Umayyadiska kalifer | Umayyadiska kalifer | Umayyadiska kalifer | Umayyadiska kalifer | Umayyadiska kalifer | Umayyadiska kalifer |           |          |          |          |  |  |                 |                 |                 |                 | Shiaimamer      | Shiaimamer      | Shiaimamer | Shiaimamer | Shiaimamer        | Shiaimamer        |                   |                   |                   |                   |  |  |  |  |  |  |  |  |  |  |  |  |  |  |  |  |  |  |
| Umayyadiska kalifer | Umayyadiska kalifer | Umayyadiska kalifer | Umayyadiska kalifer | Umayyadiska kalifer | Umayyadiska kalifer |           |          |          |          |  |  |                 |                 |                 |                 | Shiaimamer      | Shiaimamer      | Shiaimamer | Shiaimamer | Shiaimamer        | Shiaimamer        |                   |                   |                   |                   |  |  |  |  |  |  |  |  |  |  |  |  |  |  |  |  |  |  |
|                     |                     |                     |                     | Abbasidiska kalifer |                     |           |          |          |          |  |  |                 |                 |                 |                 |                 |                 |            |            |                   |                   |                   |                   |                   |                   |  |  |  |  |  |  |  |  |  |  |  |  |  |  |  |  |  |  |

## Muhammeds hustrur
Ett av de vanligaste sätten att bilda politiska allianser var att gifta sig med någons dotter eller syster.  Månggifte uppges också ha förekommit för att en kvinna inte skulle vara försvarslös och utsatt för vanära. Enligt Koranen får en man ha upp till fyra hustrur, men måste vara i stånd att försörja dem alla. Muhammed stipulerade också att alla hustrur måste behandlas jämlikt. Eftersom Muhammed ansåg sig vara en stor ledare gifte han sig själv långt flera gånger än han tillät sina efterföljare göra. Han gifte sig elva gånger, men två av hans hustrur dog före honom. Mot slutet av sitt liv hade han nio hustrur. Utöver de kvinnor han gifte sig med, hade han också partner utanför äktenskapet. Det blev tillåtet för en muslimsk man att ha sexuella partner utanför äktenskapet, under förutsättning att kvinnorna ifråga var icke muslimska slavar: sådana kvinnor kom att kallas konkubiner  och Muhammed hade åtminstone två sådana konkubiner. 
I åtminstone två fall gifte sig Muhammed möjligen därför att han förälskade sig i kvinnan ifråga: Khadidja, hans första hustru, och Aisha, som enligt sunnimuslimer bara var ett barn på sex år när äktenskapet ingicks, och nio år när han fullbordade det genom samlag. Det finns dock olika åsikter om giftermålet mellan Muhammed och Aisha, och enligt en analys av olika rapporter var Aisha 19 år när hon gifte sig med Muhammed.
Muhammeds giftermål med Zaynab bint Djahsh, som var hans kusin, var komplicerat. Efter att ha sett den gifta Zaynab mycket lätt klädd efter ett bad, dolde Muhammed inte sin åtrå till henne. Zaynabs make Zayd ibn Haritha, som var Muhammeds adoptivson, erbjöd sig genast att skilja sig från henne, vilket Muhammed avrådde från. Zayd upprepade sitt erbjudande nästa dag, men Muhammed rådde honom återigen att behålla sin hustru. Det visade sig dock att äktenskapet mellan Zayd och Zaynab var olyckligt, och parterna enades om att ta ut skilsmässa. Eftersom äktenskap med en adoptivsons före detta hustru enligt arabisk tradition var förbjudet uppgav Muhammed att Gud undanröjde detta hinder i en uppenbarelse för honom (Koranen 33:37) och Muhammed gifte sig med Zaynab.
Muhammeds exempel på månggifte och fokus på familjestrukturens vikt i samhället satte gränser för den asketiska trenden bland araberna, även om han själv ofta fastade och levde i avhållsamhet och uppmuntrade till detta.
Utöver sina hustrur hade Muhammed även konkubiner, som enligt islamisk lag alltid var slavar. Rayhana togs som krigsbyte och blev sedan Muhammeds konkubin. Även judinnan Safiya togs som krigsbyte, men Muhammed valde att gifta sig med henne. Muhammed fick även systrarna Sirin bint Shamun och Maria i gåva, av vilka han gav bort Sirin och behöll Maria som konkubin för egen räkning.

### Lista över hustrur
1. Khadidja bint Khuwailid var en rik köpmanänka i Mecka som äktades 595 och var Muhammeds enda hustru medan hon levde. Tillsammans med konkubinen Maria var hon den enda som gav Muhammed några barn. Hon dog 619.
2. Sawda bint Zamaa, gifte sig med Muhammed 619, samma år som Khadidja avled.
3. Aisha bint abu Bakr, äktades av Muhammed även hon 619. Hennes ålder är omstridd, men sannolikt gifte hon sig med Muhammed vid 6 års ålder, äktenskapet fullbordades sedan sexuellt vid 9 års ålder. Hon sägs vara den mest älskade av Muhammeds hustrur.
4. Hafsa bint Umar ibn al-Khattab, gifte sig med Muhammed 625.
5. Zainab bint Khuzaima, gifte sig med Muhammed 626 men dog endast några månader efter att äktenskapet hade ingåtts.
6. Hind bint abu Umayya (kallas Umm Salama), äktades 626 och var den hustru som levde näst längst.
7. Zaynab bint Djahsh, adoptivsonen Zayds frånskilda hustru.
8. Djuwayriya bint al-Harith, var en krigsfånge och slavinna som Muhammed köpte fri sedan hon lovat att gifta sig med honom 626.
9. Safiya bint Huayy, judinna och ursprungligen slavkonkubin, som efter att ha konverterat till islam gifte sig med Muhammed år 627.
10. Ramla bint abu Sufyan (kallad Umm Habiba) gifte sig med Muhammed 628.
11. Maimuna bint al-Harith, var Muhammeds sista hustru och äktenskapet ingicks 629. Det var också hon som levde längst av hustrurna.

### Lista över konkubiner
1. Rayhana bint Zayd, judisk slavkonkubin; hon togs som krigsbyte 627. Det har diskuterats huruvida hon senare blev gift med Muhammed.
2. Safiya bint Huayy, judinna och tagen som krigsbyte; hon var en slavkonkubin innan hon gifte sig med Muhammed år 627.
3. Maria var en koptisk kristen slavkonkubin från Egypten som Muhammed fått i gåva 628; hon födde Muhammed en son 630, Ibrahim, som dog vid två års ålder.[101]
4. "En annan [utöver Rayhana] vacker slavkvinna som han anskaffade som krigsfånge", enligt Abu Ubayda ibn al-Jarrah; [102]
5. "En slavkvinna som Zaynab bint Jahsh gav till honom", enligt Abu Ubayda ibn al-Jarrah [103]

## Muslimers syn på Muhammed

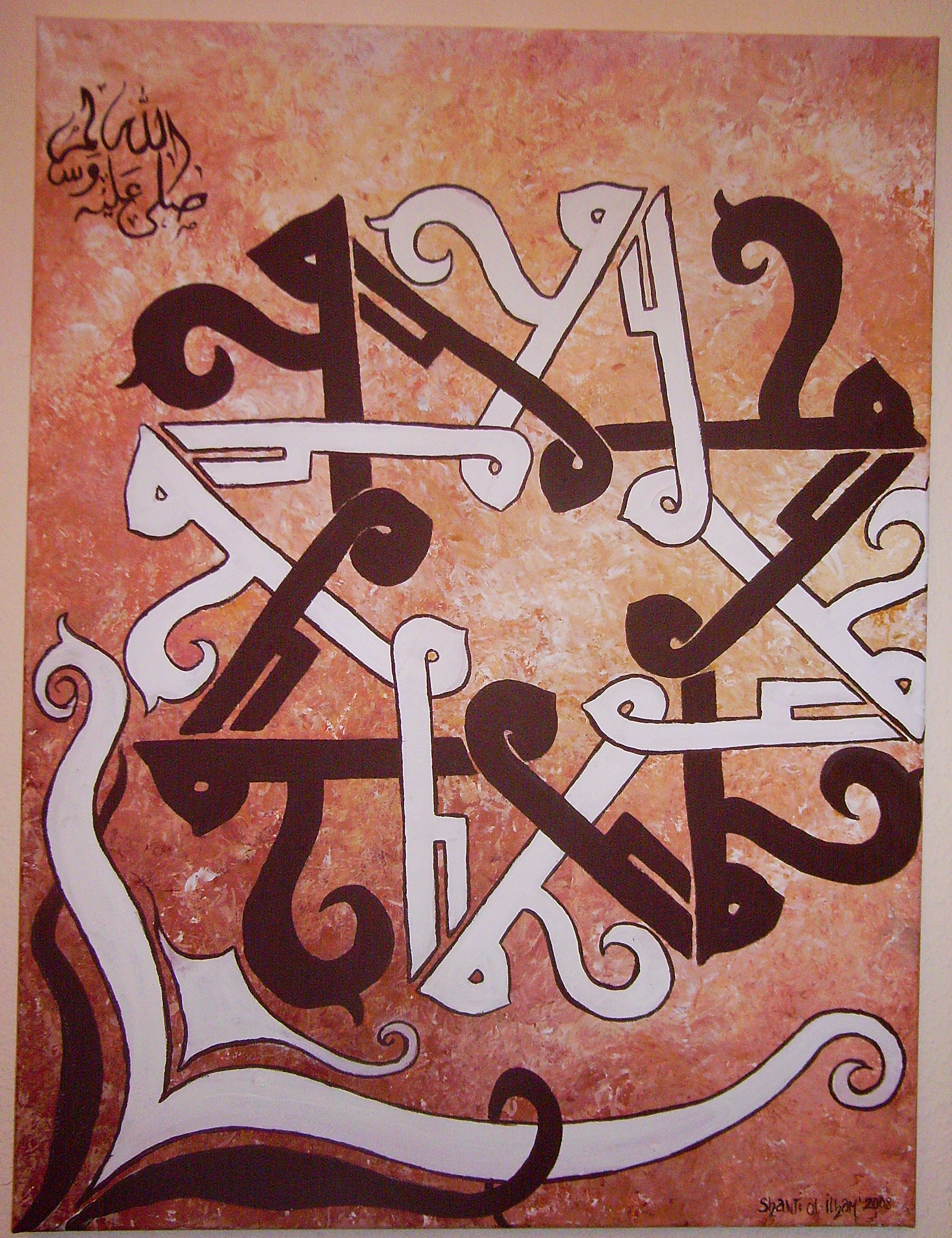
Kalligrafi av Muhammeds namn i form av en blomma.

Muhammed varnade starkt sina efterföljare för att begå vad han ansåg var de kristnas misstag och upphöja honom till gudomlig nivå. Han underströk att han var en vanlig människa med en ovanlig och unik uppgift, att de skulle följa Koranen och Ahl al-Bayt (se Hadith al-Thaqalayn). Genom sina snabba erövringar av mycket gamla kulturområden befolkade mest av kristna och zoroastrier fick muslimerna ett starkt tillskott av andra seder och synsätt. 
Muhammed, liksom de tolv stora imamerna, anses av shiamuslimer vara ofelbara. Enligt sunnimuslimer så var Muhammed inte ofelbar i handling, utan bara i hans ofelbart nedtecknande av Guds ord – Koranen.

### Avbildande av Muhammed
Enligt många muslimer får Muhammed inte avbildas; detta är dock en omstridd fråga inom islam och det har genom historien förekommit avbildningar av Muhammed även i muslimsk litteratur och konst. Bildförbudet har utvecklat den islamiska kalligrafin när konstnärerna kompenserade det med dekorerade texter. I nutid har avbildandeförbudet lett till kontroverser. Filmen Mohammed – härföraren (1976) av den muslimske filmmakaren Moustapha Akkad skildrar Muhammeds livsgärning utan att han syns i bild eller hörs tala men blev trots detta kontroversiell. År 2005 ledde publicering av satiriska Muhammedbilder i danska tidningen Jyllands-Posten till internationella förvecklingar och krav på bojkott av danska varor.

#### Enligt imamiter
Enligt shiitiska imamiter är det inte tillåtet att måla eller sprida bilder som ska föreställa felfria personer som profeter och shiaimamer, ifall det räknas som förolämpning mot de felfria personerna. Det existerar dock inga riktiga historiska bilder av shiaimamerna. Enligt ayatolla Makarem Shirazi är det inget problem att hänga upp bilder som ska föreställa sådana heliga personer i hem, moskéer och på andra platser, ifall bilderna inte är olämpliga och inte definitivt går att tillskrivas till de heliga personerna. Enligt ayatolla Sistani är det inget problem att måla en bild eller producera en scen som visar Muhammed eller andra heliga personer och visa det för allmänheten, ifall tillbörlig aktning och respekt iakttas, och scenen inte innehåller något som skulle minska från deras heliga bilder i medvetandet [hos tittarna].

## Icke-muslimers syn på Muhammed
Traditionellt räknar varken judendomen eller kristendomen Muhammed som profet. Dante avbildade i Inferno Muhammed som en "söndrare av religionen" som därför evigt pinas i helvetet. Detta torde vara en ganska representativ bild av hur Muhammed har betraktats under många århundraden bland judar och kristna. 
Inom historieforskningen finns en bild av Muhammed som härförare och politiker, samt grundare till en av världsreligionerna.
Bahaier hävdar att Muhammed är en i raden av de "stora själar" som Gud utser till gudsuppenbarelser. Dessa gudomliga uppenbarare framställer Guds vilja för mänskligheten när denna nått ett nytt mognadsstadium. Muhammed betraktas således inte som den siste profeten och senare uppenbarare, som Bahá'u'lláh, anses ha rätt att upphäva religiösa lagar stiftade av dem som föregått honom. Enligt en del källor berodde Muhammeds uppenbarelser på att han hade epilepsi, den förste lärde som hävdade detta var den bysantinske historikern Theofanes Confessor.
Bahá'íerna betraktar Muhammed som Guds ende uppenbarare i Muhammeds religionsordning, vilken avslutades år 1260 enligt muslimsk tideräkning (1844) i och med att Báb framträdde. Muhammed anses särskilt ha riktat sig till de folk i Mellanöstern som inte hade tagit till sig kristendomen och judendomen. Han framträdde i Mecka där klaner och stammar låg i krig med varandra och där laglöshet och kränkning av kvinnor var mycket vanligt. Eftersom Muhammed anses ha övervunnit allt detta och skapat en vidsträckt civilisation under Gud riktar sig hans uppenbarelse till hela mänskligheten. Bahá'íerna håller därför Muhammeds uppenbarelse för en oumbärlig byggsten i Guds religion, i samma grad som Kristi uppenbarelse. Koranen är enligt Bahá'u'lláh Guds ord, men traditioner och berättelser om Muhammeds liv ges ingen större relevans av källkritiska skäl.
Michael H. Hart placerade Muhammed på första plats i sin bok "The 100: A Ranking of the Most Influential Persons in History" från 1978. Han argumenterade det valet genom att säga att Muhammed var den enda personen i historien som var ytterst framgångsrik på både ett religiöst och sekulärt plan.

### Webbkällor
- Muhammed i Nordisk familjebok (andra upplagan, 1913)
- Allama Sheikh Yasser Al-Habib, A'isha was not a child when the Prophet married her, arkiverad från ursprungsadressen  den 2011-07-23, https://web.archive.org/web/20110723013025/http://alqatrah.net/en/edara/index.php?id=91
- Shanavas, T.O., Was Ayesha A Six-Year-Old Bride? The Ancient Myth Exposed, http://www.studying-islam.org/articletext.aspx?id=935

### Källhänvisningar
1. ↑  ”Muḥammad - Oxford Islamic Studies Online”. www.oxfordislamicstudies.com. Arkiverad från originalet den 11 februari 2017. https://web.archive.org/web/20170211050118/http://www.oxfordislamicstudies.com/article/opr/t236/e0550. Läst 6 januari 2021.
2. 1 2  Koranens budskap, i svensk tolkning av Mohammed Knut Bernström, med kommentarer av Muhammad Asad (Stockholm, 2000) ISBN 91-7118-887-8, Libris 8370454 Sura 2, not 119
3. 1 2  Koranens budskap, i svensk tolkning av Mohammed Knut Bernström, med kommentarer av Muhammad Asad (Stockholm, 2000) ISBN 91-7118-887-8, Libris 8370454 Sura 33, not 45
4. ↑  Koranens budskap, i svensk tolkning av Mohammed Knut Bernström, med kommentarer av Muhammad Asad (Stockholm, 2000) ISBN 91-7118-887-8, Libris 8370454 Sura 11, not 2
5. ↑  Koranens budskap, i svensk tolkning av Mohammed Knut Bernström, med kommentarer av Muhammad Asad (Stockholm, 2000) ISBN 91-7118-887-8, Libris 8370454 Sura 88, not 21
6. ↑  Koranens budskap, i svensk tolkning av Mohammed Knut Bernström, med kommentarer av Muhammad Asad (Stockholm, 2000) ISBN 91-7118-887-8, Libris 8370454 Sura 12, not 108
7. ↑  Koranens budskap, i svensk tolkning av Mohammed Knut Bernström, med kommentarer av Muhammad Asad (Stockholm, 2000) ISBN 91-7118-887-8, Libris 8370454 Sura 5, not 15
8. ↑  Koranens budskap, i svensk tolkning av Mohammed Knut Bernström, med kommentarer av Muhammad Asad (Stockholm, 2000) ISBN 91-7118-887-8, Libris 8370454 Sura 33, not 46
9. ↑  Esposito 2003.
10. ↑  Marr J.S., Hubbard E., Cathey J.T. (2014): The Year of the Elephant. doi:10.6084/m9.figshare.1186833 Hämtad 21 oktober 2014 (GMT).
11. ↑  The Oxford Handbook of Late Antiquity; edited by Scott Fitzgerald Johnson; s. 287.
12. ↑  Peters 1994, s. 88.
13. 1 2  Watt 1971.
14. ↑  Watt 1960.
15. ↑  Armstrong 2006, s. 24.
16. ↑  Lings  2006, s. 24.
17. ↑  Rogerson  2004, s. 24.
18. ↑  Lings  2006, s. 29, 33.
19. ↑  Rogerson  2004, s. 52.
20. ↑  Armstrong  2006, s. 18–19.
21. ↑   Phillips, Wendell Qataban och Saba Tidens bokklubb 1957
22. ↑  Lings  2006, s. 29–30.
23. ↑  Rogerson  2004, s. 62–63.
24. ↑  Abel 1960.
25. ↑  Lings, Martin Muhammad: His Life Based on the Earliest Sources  sid. 17 och 300 (på Google Books)
26. ↑  Team, Almaany. ”Translation and Meaning of الإفضال In English, English Arabic Dictionary of terms Page 1” (på engelska). www.almaany.com. https://www.almaany.com/en/dict/ar-en/%D8%A7%D9%84%D8%A5%D9%81%D8%B6%D8%A7%D9%84/. Läst 22 november 2020.
27. ↑  Team, Almaany. ”Translation and Meaning of حلف In English, English Arabic Dictionary of terms Page 1” (på engelska). www.almaany.com. https://www.almaany.com/en/dict/ar-en/%D8%AD%D9%84%D9%81/. Läst 22 november 2020.
28. ↑  Guraya, Muhammad Yusuf (1979). "JUDICIAL INSTITUTIONS IN PRE-ISLAMIC ARABIA". Islamic Studies. 18 (4): 338. ISSN 0578-8072.
29. ↑  ”Early Years” (på engelska). Al-Islam.org. 18 oktober 2012. https://www.al-islam.org/life-muhammad-prophet-sayyid-saeed-akhtar-rizvi/early-years. Läst 22 november 2020.
30. ↑  ”Birth and Da'wah” (på engelska). Al-Islam.org. 6 januari 2013. https://www.al-islam.org/muhammad-yasin-jibouri/birth-and-dawah. Läst 22 november 2020.
31. 1 2  Berkshire Encyclopedia of World History (2005), v. 3, s. 1025.
32. ↑  Armstrong  2006, s. 25.
33. ↑  Nordisk familje lexikon,1978
34. ↑  Cole, W. Owen (1996-06-01) (på engelska). Six World Faiths. A&C Black. ISBN 978-1-4411-5928-1. https://books.google.com/books?id=YpSvAwAAQBAJ&pg=PA240. Läst 16 april 2023
35. ↑  Emory C. Bogle (1998), s. 6.
36. ↑  John Henry Haaren, Addison B. Poland (1904), s. 83.
37. ↑  ”Sermon 192: Praise be to Allah who wears the apparel of Honour and Dignity…” (på engelska). www.al-islam.org. 27 december 2017. https://www.al-islam.org/nahjul-balagha-part-1-sermons/sermon-192-praise-be-allah-who-wears-apparel-honour-and-dignity. Läst 16 april 2023.
38. 1 2  Rogerson  2004, s. 90–92.
39. 1 2  Lings  2006, s. 44–46.
40. ↑  ”The Birth of Islam and the Proclamation by Muhammad of his Mission” (på engelska). Al-Islam.org. 10 november 2013. https://www.al-islam.org/restatement-history-islam-and-muslims-sayyid-ali-ashgar-razwy/birth-islam-and-proclamation-muhammad. Läst 22 juni 2020.
41. ↑  Understanding Muhammad av Ali Sina, sid. 114 Arkiverad 11 december 2011 hämtat från the Wayback Machine.
42. ↑  Nordisk familjebok sp. 1276
43. ↑  Walther, Wiebke (1993). Women in Islam. Markus Wiener Publishing Inc. sid. 104
44. ↑  ”Merits of the Helpers in Madinah (Ansaar)”. Merits of the Helpers in Madinah (Ansaar). Center for Muslim-Jewish Engagement. Arkiverad från originalet den 25 april 2017. https://web.archive.org/web/20170425165314/http://www.usc.edu/org/cmje/religious-texts/hadith/bukhari/058-sbt.php#005.058.234. Läst 17 januari 2013.
45. ↑  Lowe, Rebecca (2022-03-24) (på engelska). The Slow Road to Tehran: A Revelatory Bike Ride through Europe and the Middle East. September Publishing. ISBN 978-1-914613-03-6. https://books.google.com/books?id=DXtYEAAAQBAJ&newbks=0&printsec=frontcover&pg=PT202&dq=the+age+of+aisha+marriage+muhammad+difference+opinion&hl=sv. Läst 13 januari 2024
46. ↑  Lings 2006, s. 35–37.
47. 1 2  Armstrong  2006, s. 26.
48. ↑  Anand, Kanhaiya Jee (2022-12-24) (på engelska). Science Of Geeta,Juidaisim Christianity Islam Buddhism Jainism Sikhism Zoroastrian Ajivika & Sanatan Hinduism. BFC Publications. ISBN 978-93-5632-456-5. https://books.google.com/books?id=beajEAAAQBAJ&newbks=0&printsec=frontcover&pg=PA100&dq&hl=sv. Läst 13 januari 2024
49. ↑  Muhammed sp. 1279 i Nordisk familjebok (andra upplagan, 1913)
50. ↑  Mall:Hadith-usc
51. ↑  Muhammad Mustafa Al-A'zami (2003), The History of The Qur'anic Text: From Revelation to Compilation: A Comparative Study with the Old and New Testaments, s. 26–27. UK Islamic Academy. ISBN 978-1-872531-65-6.
52. ↑  Ramadan 2007, s. 37–39.
53. 1 2 3 4  Rogerson  2004, 5.
54. 1 2 3 4  Hildebrand, Hans; Hjärne, Harald; Pflugk-Harttung, Julius von. ”141 (Världshistoria / Orienten)”. runeberg.org. https://runeberg.org/vrldhist/3/0163.html. Läst 6 augusti 2021.
55. ↑  Rubin, Uri (1997), The eye of the beholder: the life of Muḥammad as viewed by the early Muslims: a textual analysis, Princeton, NJ: Darwin Press (published 1995), p. 161, ISBN 0-87850-110-X
56. ↑  ibn Isḥāq ibn Yasār, Muḥammad; Ibn Hishām, ʻAbd al-Malik, Sīrat Rasūl Allāh
57. ↑  Ṭabarī, Ṭabarī, Tārīkh ar-Rusul wal-Mulūk
58. ↑  Ṭabarānī, Sulaymān ibn Aḥmad, al-Mu'jam al-Kabīr
59. ↑  Brown, Jonathan A. C. (2011-03-24) (på engelska). Muhammad: A Very Short Introduction. OUP Oxford. ISBN 978-0-19-151027-4. https://books.google.com/books?id=9JafXLrLiwYC&pg=PA17. Läst 31 mars 2023
60. 1 2 3 4  Buhl & Welch 1993.
61. ↑  Momen 1985, s. 4.
62. ↑  Rogerson 2004, s. 112–113.
63. ↑  Armstrong 2006, s. 82–85.
64. ↑  Muhammad Mustafa Al-A'zami 2003, s. 30–31.
65. ↑  Muhammad Mustafa Al-A'zami 2003, s. 29.
66. ↑  "Ali ibn Abitalib". Encyclopedia Iranica. Arkiverad från originalet den 12 augusti 2007. Hämtad 25 oktober 2007.
67. ↑  Al Tabari (1997), Volume 8, Victory of Islam, State University of New York Press, s. 35–36, ISBN 9780791431504, https://books.google.com/books?id=-ppPqzawIrIC&pg=PA201[död länk]
68. ↑  Ibn Ishaq (1955), The Life of Muhammad (Sirat Rasul Allah), Oxford University Press, s. 464, ISBN 978-0-19-636033-1
69. 1 2  Esposito 1998, s. 16.
70. ↑  ”Muhammad”. www.jewishvirtuallibrary.org. https://www.jewishvirtuallibrary.org/muhammad. Läst 16 augusti 2022.
71. ↑  Answering islam
72. ↑  Esposito, John. (1998), Islam: the Straight Path, extended edition. Oxford university press, s.17.
73. ↑  Jacob Neusner, God's Rule: The Politics of World Religions, s. 153, Georgetown University Press, 2003, ISBN 0-87840-910-6
74. ↑  Bukhari Mall:Hadith-usc
75. ↑  Daniel W. Brown, A New Introduction to Islam, p. 81, 2003, Blackwell Publishers, ISBN 0-631-21604-9
76. ↑  Ibn Ishaq (1955), The Life of Muhammad (Sirat Rasul Allah), Oxford University Press, s. 461–464, ISBN 978-0-19-636033-1
77. ↑  Peters, Muhammad and the Origins of Islam, p. 222-224.
78. ↑  Stillman 1979, s. 140.
79. ↑  Subhash C. Inamdar (2001), Muhammad and the Rise of Islam: The Creation of Group Identity, Psychosocial Press, s. 166 (footnotes), ISBN 1887841288, https://books.google.com/books?id=PNDXAAAAMAAJ&q
80. ↑  Stillman 1979, s. 14–16.
81. ↑  Rahman al-Mubarakpuri, Safiur (2005), The Sealed Nectar, Darussalam Publications, s. 201–205, https://books.google.com/books?id=-ppPqzawIrIC&pg=PA201[död länk] (online)
82. ↑  Adil, Muhammad: The Messenger of Islam, p. 395f.
83. ↑  William Muir (2003), The life of Mahomet, Kessinger Publishing, s. 329, ISBN 9780766177413, https://books.google.com/books?id=QyIPouT4DqcC[död länk]
84. ↑  Guillaume, Alfred (1956). Islam. PENGUIN BOOKS. sid. 43ff
85. ↑  ”DEATH OF PROPHET MUHAMMAD”. DEATH OF PROPHET MUHAMMAD. Dr. A. Zahoor and Dr. Z. Haq. http://www.cyberistan.org/islamic/death.html. Läst 5 december 2011.
86. 1 2 3  Hildebrand, Hans; Hjärne, Harald; Pflugk-Harttung, Julius von. ”152 (Världshistoria / Orienten)”. runeberg.org. https://runeberg.org/vrldhist/3/0174.html. Läst 6 augusti 2021.
87. ↑  ”Abu Bakr’s Leading Of Prayer” (på engelska). www.al-islam.org. 11 december 2014. https://www.al-islam.org/misbah-uz-zulam-roots-karbala-tragedy-sayyid-imdad-imam/abu-bakrs-leading-prayer. Läst 31 mars 2023.
88. ↑  ”The Prophet's Mosque, Medina”. The Prophet's Mosque, Medina. Sacred Destinations. http://www.sacred-destinations.com/saudi-arabia/medina-prophets-mosque. Läst 5 december 2011.
89. ↑  Islam i Nordisk familjebok (andra upplagan, 1910)
90. 1 2  Rogerson  2004, s. 137.
91. ↑  Lings  2006, s. 220–221.
92. ↑  Lings  2006, s. 221.
93. ↑  Rogerson  2004, s. 109.
94. ↑  Pernilla, Myrne (2019). "Slaves for Pleasure in Arabic Sex and Slave Purchase Manuals from the Tenth to the Twelfth Centuries". Journal of Global Slavery. 4 (2): 196–225. doi:10.1163/2405836X-00402004.
95. ↑   Sahih Bukhari 5:58:236, läst 22 april 2011
96. ↑  ”Sahih Bukhari Volume 005, Book 058, Hadith Number 236.”. Hadith Collection. Hadith Collection. Arkiverad från originalet den 27 juni 2012. https://web.archive.org/web/20120627225954/http://hadithcollection.com/sahihbukhari/91/4575-sahih-bukhari-volume-005-book-058-hadith-number-236.html. Läst 23 april 2012.
97. ↑  ”How Old Was A’yshah When She Married The Prophet Muhammad?” (på engelska). www.al-islam.org. 4 juni 2015. https://www.al-islam.org/articles/how-old-was-ayshah-when-she-married-prophet-muhammad-sayyid-muhammad-husayn-husayni-al. Läst 31 mars 2023.
98. ↑  Lings  2006, s. 220.
99. ↑  Nasr  2001, s. 61.
100. ↑  Taef El-Azhari, E. (2019). Queens, Eunuchs and Concubines in Islamic History, 661-1257. Storbritannien: Edinburgh University Press.
101. ↑  Muhammad: Prophet and Statesman av William Montgomery Watt sid.226
102. ↑  Zaad al-Ma’aad, 1/114
103. ↑  Zaad al-Ma’aad, 1/114
104. ↑  ”Skillnaden Mellan Shiiterna och Majoriteten av Muslimska lärde”. Skillnaden Mellan Shiiterna och Majoriteten av Muslimska lärde. islamiska.org. Arkiverad från originalet den 14 januari 2012. https://web.archive.org/web/20120114152633/http://www.islamiska.org/s/shia.htm. Läst 5 december 2011.
105. ↑  ”حکم تصویر و نقاشی چهره امامان | هدانا | HADANA.IR” (på persiska). 15 september 2018. https://hadana.ir/%D8%AD%DA%A9%D9%85-%D8%AA%D8%B5%D9%88%DB%8C%D8%B1-%D9%88-%D9%86%D9%82%D8%A7%D8%B4%DB%8C-%DA%86%D9%87%D8%B1%D9%87-%D8%A7%D9%85%D8%A7%D9%85%D8%A7%D9%86/. Läst 16 mars 2023.
106. ↑  ”What is the Islamic law about pictures ascribed to the Imams (a.s.)? - Questions Archive” (på brittisk engelska). IslamQuest is a reference for Islamic questions on the internet. https://www.islamquest.net/en/archive/fa694. Läst 16 mars 2023.
107. ↑  ”Pictures - Question & Answer - The Official Website of the Office of His Eminence Al-Sayyid Ali Al-Husseini Al-Sistani”. www.sistani.org. https://www.sistani.org/english/qa/01282/. Läst 16 mars 2023.
108. ↑  Muhammed, på Runeberg.org i Nordisk familjebok (andra upplagan, 1913)
109. ↑  Sina  2008, s. 110.
110. ↑  Spencer, Robert (2021-07-13) (på engelska). Did Muhammad Exist?: An Inquiry into Islam’s Obscure Origins—Revised and Expanded Edition. Bombardier Books. ISBN 978-1-64293-854-8. https://books.google.com/books?id=jhMuEAAAQBAJ&pg=PT24. Läst 17 november 2022